# پائولو ایسیدورو
پائولو ایسیدورو (پرتغالی: Paulo Isidoro؛ زادهٔ ۳ اوت ۱۹۵۳) بازیکن فوتبال اهل برزیل بود.
از باشگاه‌هایی که در آن بازی کرده‌است می‌توان به باشگاه ورزشی کروزیرو، باشگاه فوتبال اتلتیکو مینیرو، باشگاه فوتبال گوارانی، باشگاه فوتبال سانتوس، و باشگاه فوتبال گرمیو اشاره کرد.
وی همچنین در تیم ملی فوتبال برزیل بازی کرده‌است.